# Teppei Nishiyama
Teppei Nishiyama (jap. 西山 哲平, Nishiyama Teppei; * 22. Februar 1975 in der Präfektur Chiba) ist ein ehemaliger japanischer Fußballspieler.

## Karriere
Nishiyama erlernte das Fußballspielen in der Schulmannschaft der Senshu University Matsudo High School. Seinen ersten Vertrag unterschrieb er 1992 bei Criciúma EC in Brasilien. 1993 wechselte er zurück nach Japan zu Fujita Industries (Bellmare Hiratsuka). Der Verein spielte in der zweithöchsten Liga des Landes, der Japan Football League. 1993 wurde er mit dem Verein Meister der Japan Football League und stieg in die J1 League auf. 1994 gewann er mit dem Verein den Kaiserpokal. Für den Verein absolvierte er 93 Erstligaspiele. 2000 wechselte er zum Zweitligisten Montedio Yamagata. Für den Verein absolvierte er 77 Spiele. 2002 wechselte er zum Ligakonkurrenten Ōita Trinita. 2002 wurde er mit dem Verein Meister der J2 League und stieg in die J1 League auf. 2008 gewann er mit dem Verein den J.League Cup. Für den Verein absolvierte er 153 Spiele. Ende 2009 beendete er seine Karriere als Fußballspieler.

## Erfolge
Bellmare Hiratsuka
- Kaiserpokal

Sieger: 1994
Oita Trinita
- J.League Cup

Sieger: 2008